# Art Service Association
Art Service Association, (ASA) ist eine 1986 gegründete Kunstinitiative für Performer und Theoretiker. Es ist ein Service Projekt für kuratorische, organisatorische und wissenschaftliche Angebote, an dem unter anderem Boris Nieslony arbeitet.